# Knock beautiful smile
「Knock beautiful smile」（ノックビューティフルスマイル）は2017年5月24日にリリースされたaccessの28thシングル。発売元はSony Music Associated Records。

## 概要
表題曲はテレビ朝日系「musicる TV」エンディングテーマ。
前作まで浅倉大介のプライベートレーベルDarwin Recordに所属していたが、今作よりSony Music Associated Recordsに移籍。17thシングル「Dream Runner」以来9年ぶりにメジャーレーベルへの復帰を果たした。
累計売上は1.0万枚を記録し、オリコン最高位10位を獲得。24thシングル「Vertical Innocence」以来3年ぶりにトップ10入りを果たした。
初回限定盤、通常盤A、通常盤Bの3形態で発売され、初回限定盤にはタイトル曲のミュージック・ビデオを収録したDVDが付属している。

## 収録曲

### 初回限定盤
1. Knock beautiful smile
  - 作詞：貴水博之　作曲・編曲：浅倉大介
2. 24sync (Instrumental)
  - 作詞：貴水博之　作曲・編曲：浅倉大介

### 通常盤A
1. Knock beautiful smile
  - 作詞：貴水博之　作曲・編曲：浅倉大介
2. 24sync 3.25 cold press R・T・M (Remix)
  - 作詞：貴水博之　作曲・編曲：浅倉大介
3. 24sync (Instrumental)
  - 作詞：貴水博之　作曲・編曲：浅倉大介

### 通常盤B
1. Knock beautiful smile
  - 作詞：貴水博之　作曲・編曲：浅倉大介
2. 夢を見たいから '16 spring build mix (Remix)
  - 作詞・作曲・編曲：AXS
3. 24sync (Instrumental)
  - 作詞：貴水博之　作曲・編曲：浅倉大介